# ملكية مانشستر سيتي وتمويله
يعود تاريخ نادي مانشستر سيتي لكرة القدم إلى عام 1894، عندما تم حل نادي أردويك لكرة القدم وتم إصلاحه ليصبح نادي مانشستر سيتي لكرة القدم المحدود. وعلى مدار السنوات الأخيرة، كانت حالة الملكية والمالية لنادي مانشستر سيتي لكرة القدم مضطربة، حيث ظهرت العديد من الملاك ذوي الثروات المتناقضة، بما يتماشى مع الاتجاه غير المتسق للنادي على أرض الملعب. النادي مملوك حاليًا لمجموعة سيتي لكرة القدم (CFG)، وهي شركة قابضة تمتلك مجموعة أبو ظبي المتحدة الحصة الأكبر فيها. ويملك اتحاد أصغر من المالكين من الولايات المتحدة والصين مجتمعين 24%.
منذ 4 أغسطس 2008، أصبح النادي مملوكًا للشيخ منصور، أحد أغنى مالكي كرة القدم، والذي تقدر ثروته الفردية الصافية بما لا يقل عن 17 مليار جنيه إسترليني وثروة عائلية تبلغ حوالي 300 مليار دولار. منصور هو نائب الرئيس الحالي ونائب رئيس الوزراء لدولة الإمارات العربية المتحدة، فضلاً عن كونه عضوًا في عائلة آل نهيان الحاكمة. مجموعة سيتيك، التي استحوذت على حصة 13.79% من الشركة الأم للنادي، مجموعة سيتي لكرة القدم، مقابل 265 جنيهًا إسترلينيًا. مليون دولار في عام 2015، وقيمتها 3 دولارات مليار.

## النظرة العامة الحالية

### مستوى القوة المالية
ومنذ التعاقد المفاجئ مع روبينيو في اليوم الأخير من سوق الانتقالات في سبتمبر/أيلول 2008، وصفت وسائل الإعلام النادي بأنه «أغنى ناد في العالم»، وكان التعاقد مع روبينيو إيذاناً بعصر جديد من الإنفاق للنادي مع استعداد الشيخ منصور للاستثمار في النادي خارج الملعب وداخله من خلال التعاقد مع لاعبين جدد.
بعد إنفاق ما يقرب من 320 مليون جنيه إسترليني على الانتقالات منذ وصول الشيخ منصور في سبتمبر 2008 إلى سبتمبر 2010، أفادت التقارير أن المالك الشيخ منصور خصص 500 مليون جنيه إسترليني للانتقالات – بغض النظر عن أي إيرادات خلال تلك الفترة التي استمرت عامين. سلط التقرير الضوء على القوة الشرائية الهائلة التي يتمتع بها النادي، مما يعني أنه اعتبارًا من سبتمبر 2010 كان هناك فائض في ميزانية الانتقالات بلغ حوالي 175 مليون جنيه إسترليني بعد فترة الانتقالات في صيف 2010. منذ سبتمبر/أيلول 2010 وحتى سبتمبر/أيلول 2011، تم إنفاق ما يقرب من 100 مليون جنيه إسترليني إضافية، ولكن مع بيع اللاعبين يبلغ إجمالي الإنفاق الصافي نحو 80 إلى 85 مليون جنيه إسترليني.

### المجلس
اعتبارًا من 21 أغسطس 2015
| موضع              | اسم           |
| ----------------- | ------------- |
| رئيس مجلس الإدارة | خلدون المبارك |
| مخرج              | رويجانج لي    |
| مدير غير تنفيذي   | سيمون بيرس    |
| مدير غير تنفيذي   | مارتي إيدلمان |
| مدير غير تنفيذي   | محمد المزروعي |
| مدير غير تنفيذي   | جون ماكبث     |
| مدير غير تنفيذي   | ألبرتو جالاسي |

منذ سبتمبر 2008 أصبح النادي مملوكاً بالكامل للشيخ منصور. يشغل خلدون المبارك منصب رئيس مجلس الإدارة منذ سبتمبر 2008، عندما تولى المنصب من المالك السابق، تاكسين شيناواترا.
يشغل غاري كوك منصب الرئيس التنفيذي منذ يوليو 2008، بعد أن كان في السابق أحد كبار المسؤولين في شركة نايكي.[بحاجة لمصدر] تميزت فترة ولايته في النادي بتحسين المرافق للمشجعين واللاعبين والموظفين، ولكنها شابتها العديد من الأخطاء.
يشغل بريان ماروود منصب مسؤول إدارة كرة القدم منذ مارس 2009. ثم شعر المدير مارك هيوز بالقلق بشأن قيام النادي بتعيين شخص ما في منصب مدير كرة القدم، وبالتالي تم منح لقب ضابط إدارة كرة القدم بدلاً من ذلك. دوره الرئيسي هو التوقيع على أهداف الانتقال، مع تحسين البنية التحتية للنادي خارج الملعب.
| الموسم  | الدخل            | التغير             | ديلويت دوري المال |
| ------- | ---------------- | ------------------ | ----------------- |
| 2004–05 | 90.1 مليون يورو  |                    | 17                |
| 2005–06 | 89.4 مليون يورو  | ▼0.7 مليون يورو    | 17                |
| 2006–07 | 84.6 مليون يورو  | ▼4.8 مليون يورو    | غ/م               |
| 2007–08 | 104 مليون يورو   | ▲19.4 مليون يورو   | 20▲               |
| 2008–09 | 101.2 مليون يورو | ▼2.8 مليون يورو    | 19▲               |
| 2009–10 | 144 مليون يورو   | ▲ 42.8 مليون يورو  | 11▲               |
| 2010–11 | 168 مليون يورو   | ▲ 24 مليون يورو    | 12▼               |
| 2011–12 | 285.6 مليون يورو | ▲ 117.6 مليون يورو | 7▲                |
| 2012–13 | 316.2 مليون يورو | ▲ 30.6 مليون يورو  | 6▲                |
| 2013–14 | 414.4 مليون يورو | ▲ 98.2 مليون يورو  | 6                 |

### الهيكل المالي
سجل النادي خسارة قدرها 92.5 مليون جنيه إسترليني للسنة المالية المنتهية في 31 مايو 2009، ارتفاعًا من 32.5 مليون جنيه إسترليني في مايو 2008. تحت الملكية الجديدة، شرع النادي في عملية تحول كاملة للنادي من خلال الاستحواذ على لاعبين جدد مثل كارلوس تيفيز، وروبينيو، وديفيد سيلفا، ويايا توريه، وماريو بالوتيلي، مع تحسين مرافق التدريب.

## إعادة تطوير منطقة إيستلاندز المستقبلية – حرم الاتحاد

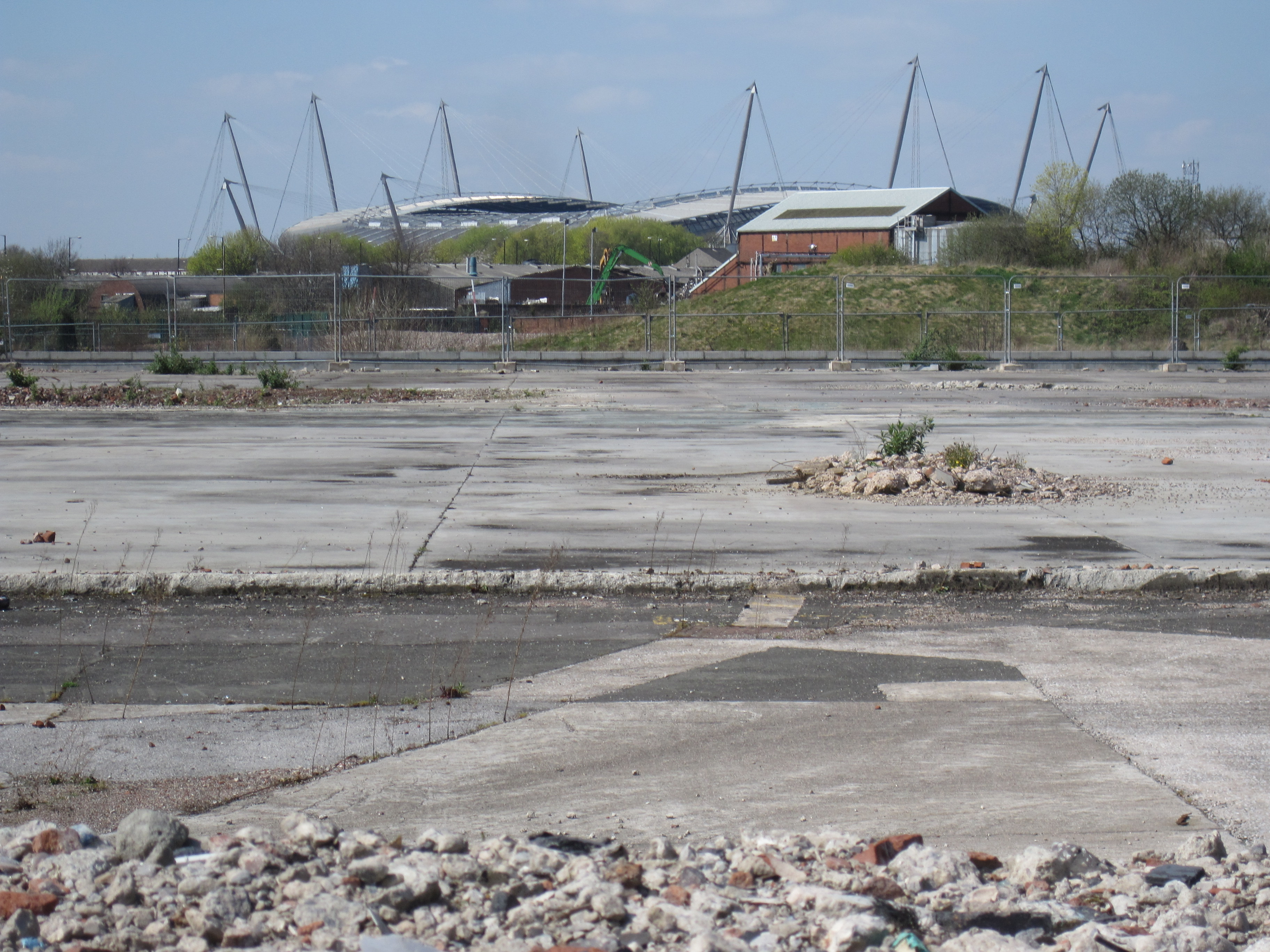
أرض فارغة في أوبنشو ويست. يملك النادي جزئيًا 200 فدان من الأراضي المحيطة بشرق مانشستر وتم شراء 70 فدانًا من الأراضي من قبل مانشستر سيتي من رئيس نادي ولفرهامبتون واندررز ستيف مورجان في ديسمبر 2009.

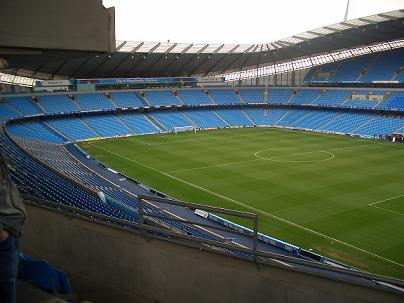
سيتم تحقيق التوسعة إلى ما لا يقل عن 60 ألفًا من خلال إضافة طبقة ثالثة للمدرجات الشمالية والجنوبية خلف الأهداف

في مارس 2010، وقع النادي اتفاقية أولية مع مجلس مدينة مانشستر ووكالة نيو إيست مانشستر لاستكشاف مقترحات مناطق الجذب الترفيهية البديلة لتحل محل سوبركازينو المحكوم عليه بالفشل والذي كان من المقرر في الأصل بناؤه بجوار إيستلاندز. علاوة على ذلك، أعطى اتفاق التفاهم للنادي الإذن ببناء وتوسيع المرافق الجديدة التي يرغب في بنائها.
في يوليو 2011، تم الإعلان عن أن المنطقة التي سيتم بناء التطورات فيها ستسمى الحرم الجامعي للاتحاد. في المقابل، ستدفع شركة الاتحاد للطيران الرعاية لنادي مانشستر سيتي لكرة القدم لمدة عشر سنوات، وبالنسبة لمجلس مدينة مانشستر الذي يملك الاستاد، ستنشئ الاتحاد للطيران مركزًا بريطانيًا لشركة الاتحاد للطيران في مطار مانشستر، مما سيخلق المزيد من الوظائف ويساعد في تمويل مشروع مدينة مطار مانشستر الذي تبلغ تكلفته 600 مليون جنيه إسترليني. عند اكتماله، ستذهب العائدات من حرم الاتحاد إلى مساعدة النادي على تلبية لوائح اللعب المالي النظيف الجديدة للاتحاد الأوروبي لكرة القدم.

### مجمع تدريبي جديد
يخطط النادي حاليًا للانتقال من مجمع مركز تدريب كارينجتون الحالي إلى شرق مانشستر بالقرب من ملعب مدينة مانشستر. سيتم إنشاء المجمع التدريبي الجديد على غرار مجمع تدريب ميلانيلو التابع لنادي ميلان، والذي يعتبر من أفضل المجمعات التدريبية في كرة القدم العالمية. من المعتقد أن منشأة التدريب الجديدة التي تبلغ تكلفتها 50 مليون جنيه إسترليني ستضم جميع جوانب طاقم اللعب حيث سيتم نقل أكاديمية الشباب من موقعها الحالي في بلات لين للانضمام إلى مجمع التدريب الجديد.

### مجمع ترفيهي
بدأت الاستعدادات الأولية في أبريل 2010 بإعادة إشعاع 17 أكر (69،000 م2) من الأراضي الفارغة المحيطة باستاد إيستلاندز.

### توسعة الملعب وإعادة التفاوض على الإيجار
بعد زيادة أرقام التذاكر وبيع جميع التذاكر الموسمية البالغ عددها 36،000 تذكرة لموسم 2010–11، استكشف النادي خيارات لزيادة سعة الملعب. الملعب مؤجر حاليًا لمانشستر سيتي ويُعتقد أن المالكين يريدون شراء الملعب بشكل مباشر[بحاجة لمصدر]
تم إعادة التفاوض على عقد إيجار الملعب في أكتوبر 2010، حيث دفع نادي مانشستر سيتي لمجلس مدينة مانشستر معدلًا أساسيًا ثابتًا قدره 3 ملايين جنيه إسترليني سنويًا بدلاً من حصول المجلس على نصف إيرادات مبيعات التذاكر التي تزيد عن 35 ألف تذكرة. كان النظام السابق يدر على المجلس ما يقرب من 2 مليون جنيه إسترليني سنويًا، في حين أن اتفاقية الدفعة الواحدة الجديدة الأعلى بقيمة 3 ملايين جنيه إسترليني تشير إلى أن النادي يتطلع إلى توسيع الملعب. يرتبط الاتفاق باستعداد مانشستر سيتي «للنظر في التطوير المحتمل كجزء من المساهمة في تجديد شرق مانشستر»، وهي المقترحات التي يجري التخطيط لها.

## التاريخ
| الفترة    | الاسم                        |
| --------- | ---------------------------- |
| قبل 1904  | جون تشابمان (الفترة الأولى)  |
| 1904–1905 | والثام فورست                 |
| 1905–1906 | جون أليسون                   |
| 1906–1914 | دبليو إيه ويلكنسون           |
| 1914–1920 | جون تشابمان (الفترة الثانية) |
| 1920–1928 | لورانس فورنيس                |
| 1928–1935 | ألبرت هيوز                   |
| 1935–1954 | بوب سميث                     |
| 1954–1956 | والتر سميث                   |
| 1956–1964 | آلان دوغلاس                  |
| 1964–1971 | ألبرت ألكسندر الابن          |
| 1971–1972 | إريك ألكسندر                 |
| 1972–1994 | بيتر سويلز                   |
| 1994–1998 | فرنسيس لي                    |
| 1998–2003 | ديفيد بيرنستاين              |
| 2003–2007 | جون واردل                    |
| 2007–2008 | تاكسين شيناواترا             |
| 2008      | سليمان الفهيم                |
| 2008–الآن | خلدون المبارك                |

### 1894–1972
أصبح نادي مانشستر سيتي لكرة القدم الحديث شركة مساهمة مسجلة في 16 أبريل 1894. كانت أسهم النادي مملوكة لعدد من شخصيات النادي، وكان لكل منهم سهم واحد. وكان الرئيس الأول هو جون تشابمان، وهو صاحب حانة محلية. تولى إدوارد هالتون، أحد أعضاء مجلس الإدارة الأوائل ومالك الصحيفة المؤثر في أوائل القرن العشرين، المسؤولية بعد هبوط مانشستر سيتي في عام 1902. في عشرينيات القرن العشرين، كان لورانس فورنيس رئيسًا للنادي، وقد خدم النادي في مناصب مختلفة منذ أن كان يلعب لصالحه عندما كان النادي لا يزال يُعرف باسم نادي جورتون في منتصف ثمانينيات القرن التاسع عشر.
بعد انتهاء الأعمال العدائية في منتصف الأربعينيات، أصبح روبرت سميث رئيسًا للشركة. وفي منتصف الخمسينيات، أصبح والتر سميث رئيسًا للشركة قبل أن يتولى آلان دوغلاس المنصب بين عامي 1956 و1964. تنحى دوغلاس عن منصبه بسبب سوء حالته الصحية، مما سمح لعائلة ألكسندر بالسيطرة على الشركة.
كان ألبرت ألكسندر جونيور، نجل الرجل الذي أسس أكاديمية مانشستر سيتي في عشرينيات القرن العشرين، رئيسًا لمجلس الإدارة خلال الستينيات. شهدت بداية السبعينيات صراعاً على السلطة في مجلس الإدارة. وكان محورها العلاقة بين جو ميرسر ومالكولم أليسون. مع ميرسر كمدير وأليسون كمدرب، شهد النادي الفترة الأكثر نجاحا في تاريخه. ومع ذلك، سعى أليسون إلى قدر أكبر من السيطرة، حيث شعر بصفته مدربًا أنه «كان يتعرض للضرب على رأسه باستمرار». في نوفمبر 1970 أصبح معلوماً أن نائب الرئيس فرانك جونسون كان على استعداد لبيع معظم حصته في الشركة. حاول جو سميث، مالك شركة الزجاج المزدوج في أولدهام، الحصول على حصة مسيطرة في النادي. وبالتعاون مع أربعة آخرين، بما في ذلك سيمون كوسونز من عائلة كوسونز لصناعة الصابون، شكل فصيلًا مؤيدًا لأليسون – وهو الفصيل الذي ادعى أليسون في سيرته الذاتية أنه بدأه بنفسه. أرادت عائلة ألكسندر الاحتفاظ بميرسر كمدير. عندما أدرك فرانك جونسون التأثير الذي قد يحدثه البيع لسميث، اختار عدم البيع.
حصل سميث وكوسونز على مكانين في مجلس الإدارة في عام 1971. في أكتوبر، تولى أليسون المسؤولية الكاملة عن الفريق الأول، وأصبح ميرسر «مديرًا عامًا». بحلول نوفمبر 1971، أصبح عمر ألبرت ألكسندر وتدهور صحته عاملاً. تولى ابنه إريك منصب الرئيس، ليصبح أصغر رئيس في دوري كرة القدم، وحصل ألبرت على لقب الرئيس.

### عصر سويلز، 1973–1994
في بداية موسم 1973–1974 أعلن إيريك ألكسندر عن نيته التنحي في أكتوبر. وضع المساهم الأقلية بيتر سويلز نفسه كشخصية موحدة مقبولة لدى كل من فصيل جو سميث والمديرين القدامى مثل إريك ألكسندر وجون همفريز (الذي كان أيضًا المدير الإداري لشركة أمبرو ). تم انتخاب سويلز رئيسًا، وظل يشغل هذا المنصب لمدة تزيد عن 20 عامًا. كان وقت سويلز في المسؤولية مليئًا بعدم الصبر معه حيث أقال أحد عشر مدربًا من مانشستر سيتي في 21 عامًا، ومع ذلك كان يتمتع بسمعة طيبة كرئيس سخي عندما قدم المال للانتقالات تم تذكر سويلز بسبب زلة لسانه مع المدير مالكولم أليسون بعد أن وافق سويلز على شراء ستيف دالي من ولفرهامبتون مقابل 1.450.000 جنيه إسترليني، وهو رقم قياسي بريطاني في رسوم الانتقالات آنذاك. لقد تبين أن دالي كان فاشلاً، وكان أليسون يدعي دائمًا أنه اتفق مع مدرب وولفرهامبتون آنذاك على مبلغ أقل بكثير مقابل دالي. ادعى أليسون لاحقًا أن سويلز تدخل على أساس من رئيس إلى رئيس ونجح في تأمين النقل على الفور ولكن بسعر أعلى بكثير، وربما كان سعرًا احتياليًا.

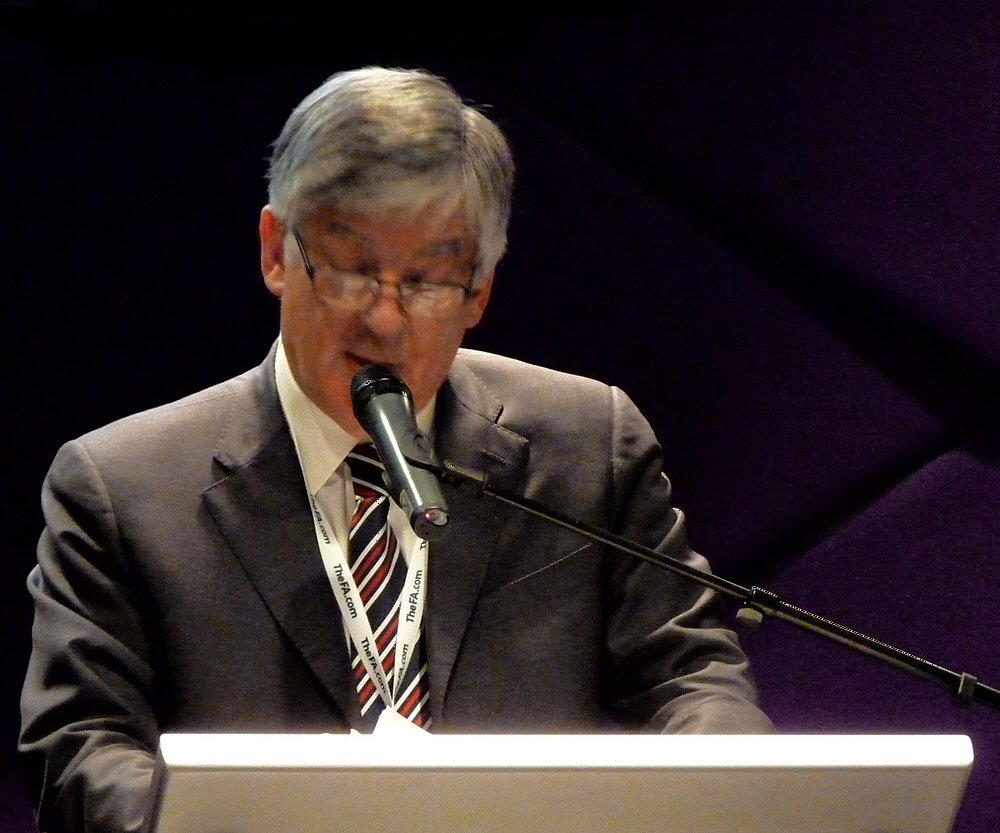
ديفيد بيرنشتاين، رئيس نادي مانشستر سيتي من عام 1998 إلى عام 2003

بعد أكثر من 20 عامًا من الإحباط وعدم تحقيق نجاح يذكر، فقد سويلز شعبيته لدى جماهير مانشستر سيتي الذين قادوا حملة طويلة ضد سويلز. اكتسبت هذه الحركة زخمًا كبيرًا في تسعينيات القرن العشرين، في هيئة حركة أطلق عليها اسم «إلى الأمام مع فراني»، والتي دعمت محاولة لاعب مانشستر سيتي السابق فرانسيس لي للسيطرة على النادي.
في عام 1994، تم عزل سويلز من منصبه كرئيس لمجلس إدارة النادي من قبل لاعب مانشستر سيتي السابق فرانسيس لي، الذي جعلته شركته الورقية FH Lee Ltd. مليونيراً. حصل لي على السيطرة على النادي من خلال شراء 3 ملايين جنيه إسترليني من الأسهم بسعر 13.35 جنيه إسترليني للسهم.
عُرض على سويلز دور الرئيس مدى الحياة للنادي عند رحيله، لكنه لم يعد أبدًا إلى ماين رود. كان رحيله رحيلًا حزينًا لرئيس استثمر بإخلاص مبالغ كبيرة من المال في مانشستر سيتي بحثًا عن نجاح جديد وتكافؤ أكبر مع مانشستر يونايتد الذي عاد إلى الواجهة. توفي سويلز في 3 مايو 1996، قبل ثلاثة أيام من هبوط نادي مانشستر سيتي، من الدرجة الأولى لكرة القدم الإنجليزية.

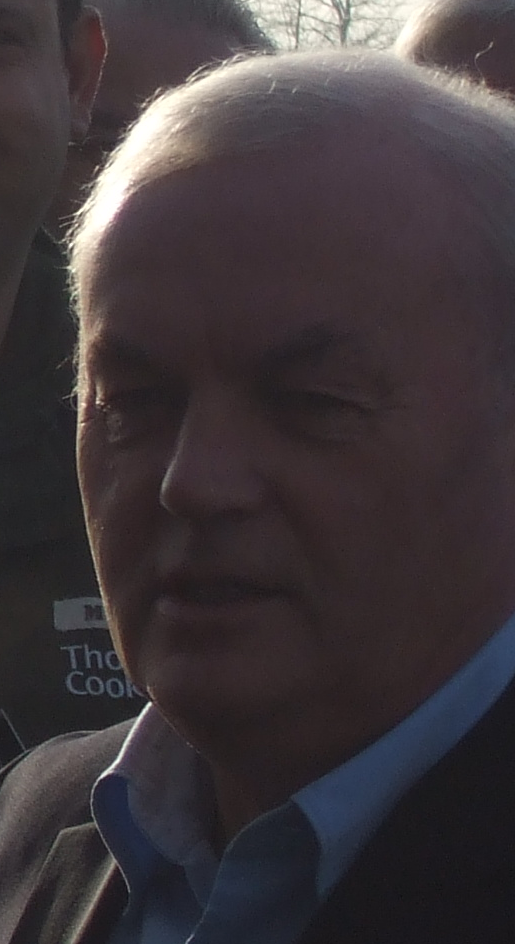
الرئيس السابق بين عامي 2003 و2007 – جون واردل

### لي، بيرنشتاين وواردل (1994–2007)
عند توليه منصب رئيس النادي، أدلى لي بسلسلة من الادعاءات الباهظة حول خططه للنادي، حيث أعلن أن «هذا سيكون أسعد نادي في البلاد. سيكون اللاعبون هم الأعلى أجراً وسنشرب الكثير من الشمبانيا ونحتفل ونغني حتى نبح». تم طرح النادي في بورصة OFEX في عام 1995، حيث تم تقييم النادي بمبلغ 8 ملايين جنيه إسترليني.
في عام 1996، عيّن لي صديقه آلان بول مديراً للفريق، لكن هذا التعيين لم يكن ناجحاً وهبط النادي إلى الدرجة الثانية. صرح كل من بول ولي لاحقًا أن سويلز ترك النادي بديون كارثية أدت إلى تقويض خططهم. تنحى لي عن منصبه في عام 1998، وكان النادي على وشك الهبوط إلى الدرجة الثالثة من كرة القدم الإنجليزية، وهو المصير الذي رفضه لي في الاجتماع العام السنوي السابق بقوله إنه «سيقفز من كيباكس» إذا هبط النادي. تم استبداله كرئيس بالمدير المالي ديفيد بيرنشتاين.
حاول الرئيس فرانى لي جذب مستثمرين جدد إلى النادي، وكان أحدهم الملياردير السعودي الأمير وليد الذي كان مهتمًا باستثمار 75 مليون جنيه إسترليني في عام 1996، لكن لي رفض إظهار حسابات النادي لوليد، فخفف وليد اهتمامه. حاول مساهمو السيتي أيضًا إقناع رئيس نادي ويجان ديف ويلان بالاستثمار في النادي، لكن موقف السيتي المتدهور بدون مدير في ذلك الوقت لم يقنع ويلان.
في نوفمبر 1999، اشترت شركة البث التلفزيوني سكاي يو كي حصة قدرها 9.9% في النادي مقابل 5.5 مليون جنيه إسترليني، بالإضافة إلى مبلغ إضافي مقابل حقوق الوسائط. كانت الصفقة جزءًا من سلسلة من عمليات الاستحواذ التي قامت بها شركة سكاي يو كي والتي تضمنت حصة مماثلة في نادي ليدز يونايتد. شهد إصدار حقوق الأسهم الذي تم الإعلان عنه في نفس الوقت الذي تم فيه شراء سكاي يو كي زيادة مؤسسي جي دي سبورتس جون واردل وديفيد ماكين في حصتهما وأصبحا أكبر المساهمين في النادي.

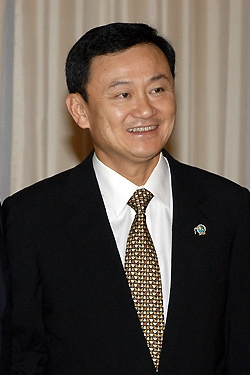
المالك السابق ورئيس مجلس الإدارة بين عامي 2007 و2008، تاكسين شيناواترا

استقال بيرنشتاين في 5 مارس 2003، معتقدًا أن الاختلافات في الرأي بشأن انتقالات اللاعبين قوضت قدرته على قيادة النادي. كان بيرنشتاين يفضل سياسة انتقالات متحفظة ماليًا، لكن المدير كيفن كيغان والمساهم الرئيسي جون واردل رغبا في الإنفاق بكثافة على لاعبين جدد، مثل روبي فاولر. أصبح واردل رئيسًا مؤقتًا، وتولى المنصب بشكل دائم بعد شهرين. تم تعيين بريان بوديك، الذي كان عضوًا في مجلس الإدارة منذ فبراير 2000، نائبًا له.

### تاكسين شيناواترا (2007)
في ديسمبر 2006، أصدر النادي بيانًا بشأن عملية استحواذ محتملة، مما أثار تكهنات الصحافة حول المشترين المحتملين. في 24 أبريل، أعلن لاعب السيتي السابق راي رانسون عن اهتمامه بتقديم عرض للنادي، على الرغم من أن النادي نفى التقارير الصحفية التي تفيد بأنه تم تقديم عرض. في الأول من مايو 2007، أُعلن أن رئيس الوزراء التايلاندي المخلوع تاكسين شيناواترا قد حصل على حق الوصول إلى حسابات النادي. لكن الصفقة أصبحت موضع شك عندما قامت الحكومة العسكرية في تايلاند بتجميد 830 مليون جنيه إسترليني من أصول شيناواترا بعد التحقيق في مزاعم الفساد الموجهة ضده. في 21 يونيو، وافق مجلس إدارة نادي مانشستر سيتي على عرض بقيمة 81.6 مليون جنيه إسترليني لشراء النادي من تاكسين شيناواترا ونصح المساهمين بقبول العرض. في 6 يوليو، استحوذ تاكسين أخيرًا على حصة 75% في النادي، وهو ما يكفي للسيطرة الكاملة على النادي وإلغاء إدراجه كمالك كامل. كانت إحدى خطواته الأولى هي تحديد موعد لمؤتمر صحفي للإعلان عن مدرب إنجلترا السابق سفين جوران إريكسون كمدير جديد له.
تحت قيادة إريكسون، بدأ الفريق الموسم بشكل إيجابي. ومع ذلك، كان أداء مانشستر سيتي في النصف الثاني من الموسم ضعيفًا، حيث أنهى الموسم في المركز التاسع في الجدول النهائي، لكنه أنهى الموسم بأعلى مجموع نقاط له على الإطلاق في الدوري الإنجليزي الممتاز، وتضمن الموسم انتصارين على منافسيه مانشستر يونايتد. بدأت أشهر من التكهنات في مارس 2008 مع اقتراب الموسم من نهايته بشأن مستقبل إريكسون. أطلق مشجعو مانشستر سيتي حملة «أنقذوا سفين» لمنع إقالته. لكن هذا لم يجدي نفعًا حيث انتهى عهد إريكسون الذي دام عامًا واحدًا كمدير في 2 يونيو 2008، بعد أسابيع من التكهنات حول مستقبله.
في 5 يونيو 2008، تم الكشف عن مارك هيوز كمدير جديد لمانشستر سيتي بعقد لمدة ثلاث سنوات. أدى تعيين هيوز كمدير إلى وضع حجاب على المتاعب التي لا تنتهي لتاكسين شيناواترا مع السلطات التايلاندية والآن تم تجميد ثروته البالغة 800 مليون جنيه إسترليني في تايلاند ولم يرغب في العودة إلى تايلاند لتبرئة اسمه.[بحاجة لمصدر]
طوال شهر أغسطس 2008، زعمت وسائل الإعلام أن النادي كان في حالة من الفوضى الكاملة وأن مانشستر سيتي كان على وشك الانهيار المالي مع طلب شيناواترا من رئيس النادي السابق جون واردل قرضًا بقيمة 2 مليون جنيه إسترليني.[بحاجة لمصدر] والمدير الجديد هيوز يهدد بالاستقالة ما لم يتم حل المشاكل المالية ويتوقف مجلس الإدارة عن محاولة بيع ستيفن أيرلاند وفيدران تشورلوكا خلف ظهره. كان مشجعو مانشستر سيتي أيضًا يشعرون بالقلق تجاه شيناواترا، وبدأت نغمة «ارحل شيناواترا» تكتسب تأييدًا لدى بعض مشجعي سيتي، بنفس الطريقة التي حدث بها رحيل بيتر سويلز في عام 1994. بدأت الشائعات تنتشر في عالم كرة القدم في أغسطس 2008 بأن منصب شيناواترا كمالك للنادي غير قابل للاستمرار بسبب دعمه المالي المجمد وكان يُعتقد أنه يفكر في بيع مانشستر سيتي إلى مالك أو ملاك جدد.[بحاجة لمصدر]
يبدو أن حلم إعادة عصر المجد إلى مانشستر سيتي الذي وضعه شيناواترا قبل عام واحد فقط أصبح غير واقعي.

### الشيخ منصور (منذ 2008)

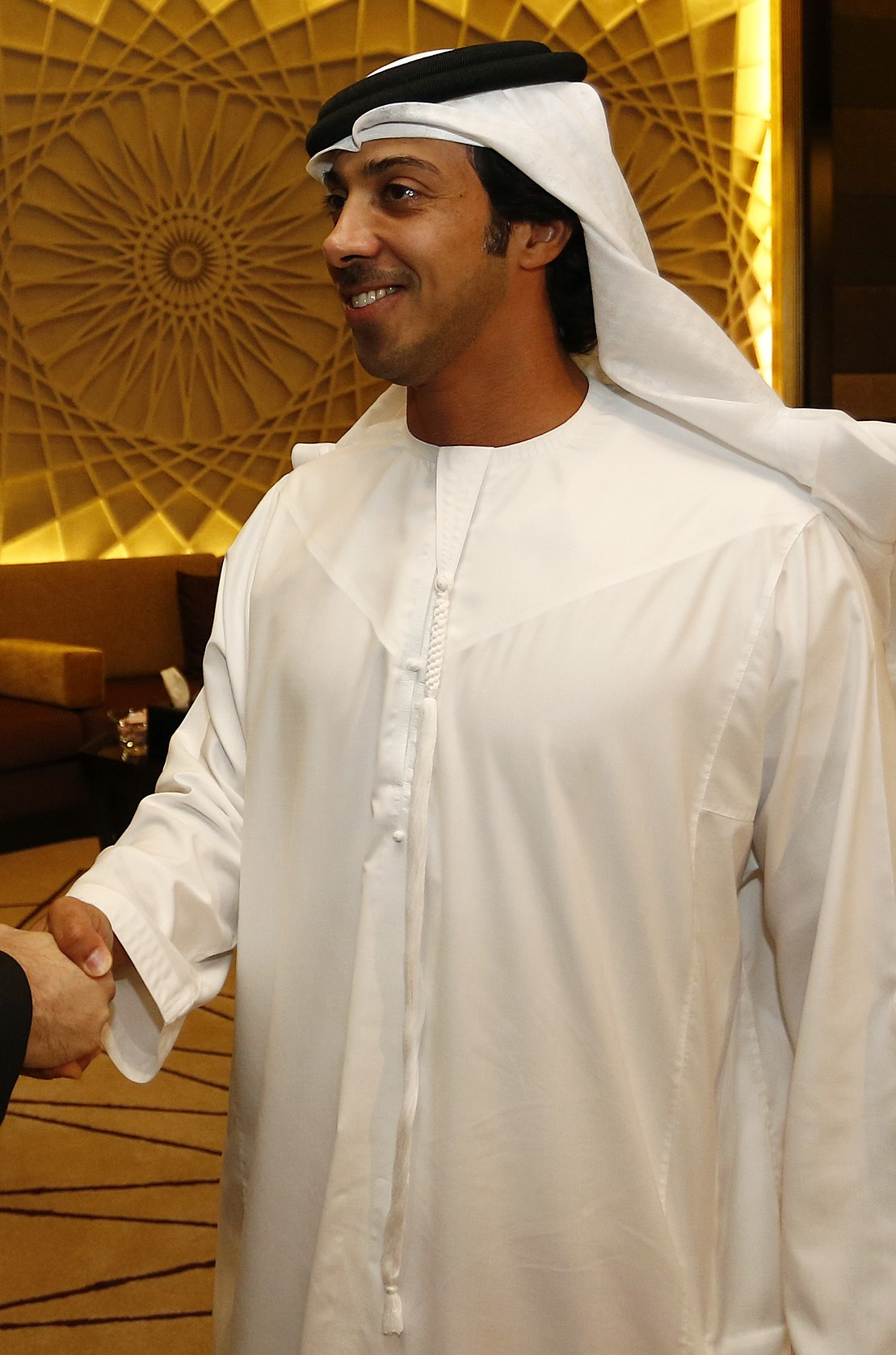
الشيخ منصور، مالك نادي مانشستر سيتي ومجموعة سيتي لكرة القدم.

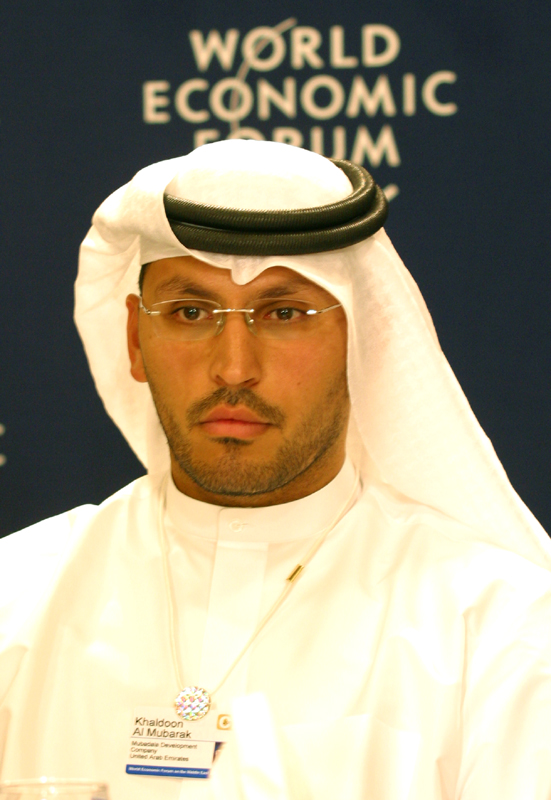
الرئيس الحالي نيابة عن الشيخ منصور منذ سبتمبر 2008، خلدون المبارك

وفي أغسطس/آب 2008، أصبح من المرجح بشكل متزايد أن يفشل تاكسين في استعادة أصوله المجمدة من تايلاند. وقد أدينت زوجته، بوجامان شيناواترا، بشراء مساحات كبيرة من الأراضي بأسعار منخفضة للغاية وحُكم عليها بالسجن لمدة ثلاث سنوات في 31 يوليو/تموز 2008، وبعد هذه الأخبار، واقتراب موعد محاكمة تاكسين، وكفالة بوجامان، أدت زيارة عائلة شيناواترا لدورة الألعاب الأوليمبية في بكين 2008 إلى استغلالهم الفرصة لمغادرة البلاد إلى لندن، حيث تقدموا بعد ذلك بطلب اللجوء السياسي في المملكة المتحدة. وقد أدى هذا إلى إصدار المحاكم التايلاندية طلباً بتسليمهم إلى الحكومة البريطانية، وبدء المحاكم في محاكمتهم غيابياً، مما أنهى فعلياً أي أمل في الإفراج عن الأموال وجعل من المرجح أن ينتهك تاكسين قواعد الدوري الإنجليزي الممتاز بشأن ملكية الأندية، والتي تمنع المالكين المدانين بتهم الفساد من الاحتفاظ بالسيطرة على ناديهم.
ردًا على ذلك، عرض تاكسين الاستقالة من منصبه في مجلس الإدارة، وهو العرض الذي رفضه جاري كوك، الرئيس التنفيذي لنادي مانشستر سيتي، كما بدأ أيضًا في محاولة بيع حصص أقلية في النادي للاستثمار. بعد رفضه مرارًا وتكرارًا بمقترحات مضادة لشراء حصص الأغلبية، أُعلن في الأول من سبتمبر 2008 أن النادي كان في محادثات مع مجموعة أبو ظبي المتحدة لبيع حصة تاكسين بالكامل، وهي الصفقة التي تم الاتفاق عليها في وقت لاحق من اليوم.
وكجزء من عملية الاستحواذ، وعد الدكتور سليمان الفهيم، عضو مجلس إدارة الشركة والرجل الذي يقود المحادثات والمقترح أن يكون رئيس مجلس الإدارة الجديد، بإنهاء الموسم بين الأربعة الأوائل في غضون ثلاثة مواسم، مشيراً إلى أنه سيظهر نواياه من خلال الاستحواذ على لاعب عالمي واحد على الأقل، وذكر أسماء لاعبين مثل روبينيو ضمن أهدافه، بعد أن تقدم بعروض لجميع اللاعبين الأربعة نيابة عن ناديه الجديد. مع إتمام صفقة بيع النادي في اليوم الأخير من نافذة الانتقالات الصيفية، أصبحت المفاوضات محدودة قسراً، ولكن في حين تم قبول صفقة بيرباتوف من قبل النادي ولكن ليس من قبل اللاعب، ومع بقاء بضع دقائق في نافذة الانتقالات، تمكن مانشستر سيتي من تأكيد توقيع روبينيو من ريال مدريد مقابل رقم قياسي بريطاني في الانتقالات بلغ 32.5 مليون جنيه إسترليني، وهو سابع أكبر رسوم انتقال في تاريخ كرة القدم.
وانتهت فترة العناية الواجبة في 21 سبتمبر، حيث وافق الشيخ منصور بن زايد آل نهيان، مالك مجموعة أبوظبي المتحدة، وتاكسين شيناواترا على نقل النادي في 23 سبتمبر. وكجزء من مجلس إدارتهم الجديد، تم شغل منصب الرئيس المشارك المفترض للدكتور الفهيم بشكل واضح من قبل خلدون المبارك بدلاً منه، حيث تم الاستشهاد بتعليقات الفهيم الفضفاضة حول شراء فريق كل النجوم كسبب لخفض رتبته، حيث أثارت تعليقاته ردود فعل سلبية كبيرة في وسائل الإعلام وتعارضت مع خطط آل نهيان الأكثر أمدًا وأكثر تحفظًا للنادي.
في الأشهر التي تلت الاستحواذ، شغل تاكسين منصب الرئيس الفخري، ولكن تمت إزالته من المنصب في فبراير 2009 بعد أن أدانته محكمة تايلاندية بالفساد. في الشهر التالي، أوقف النادي عملياته في تايلاند.

#### مجموعة سيتي لكرة القدم والاستثمار الصيني
بعد نجاح مانشستر سيتي في نهائي كأس الاتحاد الإنجليزي 2011 وموسم الدوري الإنجليزي الممتاز 2011–12، حول الشيخ منصور وشريكه الموثوق خلدون انتباههما إلى الاستثمار في دوريات كرة القدم الأجنبية وأعلنا عن شراء توسعة الدوري الأمريكي لكرة القدم باسم نادي نيويورك سيتي لكرة القدم بالاشتراك مع هال وهانك شتاينبرينر من فريق نيويورك يانكيز. وفي إطار سعيهم إلى تحقيق المزيد من الاستثمارات، أنشأوا مجموعة سيتي لكرة القدم كشركة أم جديدة تعمل بين المسؤولين التنفيذيين للأندية المختلفة في محفظتهم المتوسعة ومجلس إدارة مجموعة أبو ظبي المتحدة التي كانت تسيطر في النهاية على جميع استثماراتهم. ثم شرعت المنظمة الجديدة في التوسع في أكبر عدد ممكن من مجالات كرة القدم، بما في ذلك تسويق كرة القدم، والعلامات التجارية، ومفاوضات الرعاية، وتشغيل الأكاديمية وغيرها من خدمات كرة القدم. وفقًا لمنظمة هيومن رايتس ووتش، فإن استثمار مجموعة أبوظبي المتحدة للاستثمار في مانشستر سيتي يهدف إلى «بناء صورة علاقات عامة لدولة خليجية تقدمية وديناميكية، وهو ما يصرف الانتباه عما يحدث بالفعل في البلاد».
وبينما حاولوا توسيع نطاق استثماراتهم ليس فقط بل وجاذبية علامتهم التجارية الأجنبية، اتجهت مجموعة سيتي لكرة القدم إلى الصين في النصف الأخير من عام 2015، حيث عرضت نفسها أولاً كمكان مضيف لمحادثات تجارية رفيعة المستوى بين قيادة حكومة المملكة المتحدة وجمهورية الصين الشعبية قبل الموافقة على بيع أسهم بقيمة 265 مليون جنيه إسترليني إلى اتحاد من شركات الاستثمار الصينية المدعومة من الدولة عاصمة الاعلام الصينية وسيتيك كابيتال. وقد جعلت الصفقة الشركتين مالكتين جزئيا بنسبة 13% في مجموعة سيتي لكرة القدم وبالتالي في مانشستر سيتي، مما أعطى في المقابل شراكة مهمة تسمح لكل من سيتي ومجموعة سيتي لكرة القدم بالتوسع في السوق الصينية في مجموعة متنوعة من الاتجاهات.

#### دوري السوبر الأوروبي
في أبريل 2021، أصبح مانشستر سيتي أحد أكبر الأندية التي انضمت إلى دوري السوبر الأوروبي المقترح. اعتبرها الكثيرون بمثابة خيانة للأنصار والمشجعين. كما أدان مدرب مانشستر سيتي بيب جوارديولا، الذي يتحمل مسؤولية مساعدة الفريق على الفوز بدوري أبطال أوروبا، القرار أيضًا. لكن العديد من المصادر أكدت أن مانشستر سيتي، إلى جانب نادي تشيلسي الإنجليزي، تعرضا للتلاعب للانضمام إلى دوري السوبر الأوروبي، وبالتالي بعد ردود الفعل العنيفة من الجماهير على وسائل التواصل الاجتماعي، وسلطات كرة القدم، والدوري الإنجليزي الممتاز، ورئيس الوزراء البريطاني بوريس جونسون، اضطر النادي إلى إعادة النظر في خططه. في النهاية، تراجعوا عن فكرة الدوري الذي تبلغ قيمته ملايين الدولارات.

## وصلات خارجية
- Manchester City financial information نسخة محفوظة 29 August 2010 على موقع واي باك مشين. – at mcfc.co.uk
- Manchester City financial annual report for 2009–10 season نسخة محفوظة 4 October 2010 على موقع واي باك مشين. – at annualreport.mcfc.co.uk